# Nueva Esperanza (Bolivia)
Nueva Esperanza è un comune (municipio in spagnolo) della Bolivia nella provincia di Federico Román (dipartimento di Pando) con 1.203 abitanti (dato 2010).

## Cantoni
Il comune è suddiviso in 2 cantoni.
- Nueva Esperanza
- Río Negro